# Bernard Cahier
Bernard Cahier (Marselha, 20 de junho de 1927 – Évian-les-Bains, 10 de julho de 2008) foi um fotojornalista de Fórmula 1 francês.
Cahier começou a fotografar a Fórmula 1 em 1952 e em 1968 foi um dos fundadores da International Racing Press Association (IRPA), que começou o processo de organização de mídia na F1. Após o conflito com a FIA e FOCA, ele permaneceu perto da F1 por meio da execução do Arquivo Cahier, um dos arquivos mais completos do esporte.